# Jeux africains de la jeunesse de 2018
Navigation
Édition précédente Édition suivante
Les IIIes Jeux africains de la jeunesse se déroulent à Alger, en Algérie, du 18 au 28 juillet 2018. La ville hôte est désignée en mars 2014 par l'Association des comités nationaux olympiques d'Afrique (ACNOA).

## Infrastructures
Le stade du 5-Juillet-1962 accueille les cérémonies d'ouverture et de fermeture, ainsi que les tournois de rugby à sept.
Bordj El Kiffan accueille les épreuves d'athlétisme au stade Bateau-Cassé, ainsi que la boxe et l'haltérophilie à la salle omnisports.
Les compétitions nautiques sont organisées au barrage de Boukourdane, à Tipaza (aviron, canoë-kayak), et à l'école nationale de voile de Bordj El-Bahri (voile). Tipaza accueille également le tir sportif au stand de tir Chenoua.
Les arts martiaux se déroulent à la salle omnisports d'El Biar (karate, taekwondo, wushu) et à la salle Harcha-Hacène (judo). Les sports de raquettes sont organisés à la salle protection civile de Dar El Beïda (badminton), au Tennis club Bachdjarrah (tennis) et à la salle omnisports de Staouéli (tennis de table). Les épreuves de cyclisme se déroulent entre Roubia et Alger pour la route, et au Parc Dounia pour le VTT.
Certains sports collectifs utilisent plusieurs infrastructures : le football au stade protection civile d'El Hamiz et au stade d'El-Hamiz, le handball à la salle Harcha-Hacène et à la salle Aïn Bénian, le volley-ball à la salle omnisports de Rouiba et à la salle Aïn Taya.
La Coupole accueille les épreuves de gymnastique et de lutte. Le complexe sportif Ahmed Ghermoul abrite le basket-ball à trois et les sports de boules. Le complexe Mohamed-Boudiaf accueille la natation et le triathlon.
Enfin, le beach-volley est organisé aux Sablettes, le tir à l'arc à la prise d'eau de Bourouba, l'équitation au Caroubier, l'escrime au centre féminin d'Alger et le hockey sur gazon au stade Ferhani de Bab El-Oued.

## Pays participants
Environ 3000 athlètes de 54 pays africains participent à l'événement.
- Algérie (organisateur) (432)
- Angola
- Bénin
- Botswana
- Burkina Faso
- Burundi
- Cameroun
- Cap-Vert
- République centrafricaine
- Tchad
- Comores
- République du Congo
- Côte d'Ivoire
- Djibouti
- République démocratique du Congo
- Égypte
- Guinée équatoriale
- Érythrée
- Éthiopie
- Gabon
- Gambie
- Ghana
- Guinée
- Guinée-Bissau
- Kenya
- Lesotho
- Liberia
- Libye
- Madagascar
- Malawi
- Mali
- Mauritanie
- Maurice
- Mozambique
- Namibie
- Niger
- Nigeria (573)
- Rwanda
- Maroc
- Sao Tomé-et-Principe
- Sénégal
- Seychelles
- Sierra Leone
- Somalie
- Afrique du Sud
- Soudan du Sud
- Soudan
- Swaziland
- Tanzanie
- Togo
- Tunisie (206)
- Ouganda
- Zambie
- Zimbabwe

## Sports
30 sports sont disputés au cours de cet événement. Parmi eux, six sont qualificatifs pour les jeux olympiques de la jeunesse : l'athlétisme, l'aviron, le beach-volley, le hockey sur gazon, le rugby à sept et le tir à l'arc.
Quatre sports sont en démonstration : le golf, le motocross, le sambo et le speed-ball.
| CO | Cérémonie d'ouverture | ● | Jour de compétition | CC | Cérémonie de clôture |

| Juillet               | Juillet               | 17 Mar | 18 Mer | 19 Jeu | 20 Ven | 21 Sam | 22 Dim | 23 Lun | 24 Mar | 25 Mer | 26 Jeu | 27 Ven | 28 Sam | Épreuves |
| --------------------- | --------------------- | ------ | ------ | ------ | ------ | ------ | ------ | ------ | ------ | ------ | ------ | ------ | ------ | -------- |
| Cérémonies            | Cérémonies            |        | CO     |        |        |        |        |        |        |        |        |        | CC     |          |
| Athlétisme (en)       | Athlétisme (en)       |        |        |        |        |        |        |        | ●      | ●      | ●      | ●      |        |          |
| Aviron                | Aviron                |        |        | ●      | ●      | ●      | ●      |        |        |        |        |        |        |          |
| Badminton (en)        | Badminton (en)        |        |        | ●      | ●      | ●      |        | ●      | ●      | ●      |        |        |        |          |
| Basket-ball 3x3       | Basket-ball 3x3       |        |        |        | ●      | ●      | ●      |        |        |        |        |        |        |          |
| Beach-volley          | Beach-volley          |        |        |        | ●      | ●      | ●      | ●      | ●      | ●      |        |        |        |          |
| Boxe                  | Boxe                  |        |        |        |        |        |        |        | ●      | ●      | ●      | ●      |        |          |
| Canoë-kayak           | Canoë-kayak           |        |        |        |        |        |        | ●      | ●      | ●      | ●      | ●      |        |          |
| Cyclisme              | Cyclisme              |        |        |        | ●      |        | ●      |        | ●      | ●      |        |        |        |          |
| Escrime               | Escrime               |        |        |        |        |        | ●      | ●      | ●      | ●      |        |        |        |          |
| Equitation            | Equitation            |        |        |        |        |        | ●      | ●      | ●      | ●      | ●      | ●      |        |          |
| Football (en)         | Football (en)         | ●      |        | ●      |        | ●      |        |        | ●      |        | ●      | ●      |        |          |
| Gymnastique           | Gymnastique           |        |        | ●      | ●      | ●      | ●      | ●      |        |        |        |        |        |          |
| Haltérophilie         | Haltérophilie         |        |        | ●      | ●      | ●      | ●      |        |        |        |        |        |        |          |
| Handball              | Handball              |        |        |        |        | ●      | ●      | ●      |        | ●      | ●      | ●      |        |          |
| Hockey sur gazon (en) | Hockey sur gazon (en) |        |        | ●      | ●      | ●      |        | ●      | ●      | ●      | ●      |        |        |          |
| Judo                  | Judo                  |        |        | ●      | ●      |        |        |        |        |        |        |        |        |          |
| Karaté                | Karaté                |        |        |        |        |        |        |        |        |        | ●      | ●      |        |          |
| Kung fu wushu         | Kung fu wushu         |        |        |        |        |        | ●      | ●      | ●      |        |        |        |        |          |
| Lutte                 | Lutte                 |        |        |        |        |        |        |        |        | ●      | ●      | ●      |        |          |
| Natation              | Natation              |        |        |        |        |        | ●      | ●      | ●      | ●      |        |        |        |          |
| Rugby                 | Rugby                 |        |        | ●      | ●      | ●      |        |        |        |        |        |        |        |          |
| Sports de boules      | Sports de boules      |        |        |        |        |        |        |        | ●      | ●      | ●      | ●      |        |          |
| Taekwondo             | Taekwondo             |        | ●      | ●      | ●      | ●      |        |        |        |        |        |        |        |          |
| Tennis                | Tennis                |        |        |        |        |        |        | ●      | ●      | ●      | ●      | ●      |        |          |
| Tennis de table       | Tennis de table       |        |        | ●      | ●      | ●      |        | ●      | ●      |        |        |        |        |          |
| Tir                   | Tir                   |        |        |        |        | ●      | ●      | ●      | ●      | ●      | ●      |        |        |          |
| Tir à l'arc           | Tir à l'arc           |        | ●      | ●      | ●      | ●      |        |        |        |        |        |        |        |          |
| Triathlon             | Triathlon             |        |        |        |        |        |        |        |        |        |        | ●      | ●      |          |
| Voile                 | Voile                 |        |        |        |        | ●      | ●      | ●      |        | ●      | ●      | ●      |        |          |
| Volley-ball           | Volley-ball           |        |        | ●      | ●      | ●      |        | ●      | ●      |        |        |        |        |          |
| Septembre             | Septembre             | 17 Mar | 18 Mer | 19 Jeu | 20 Ven | 21 Sam | 22 Dim | 23 Lun | 24 Mar | 25 Mer | 26 Jeu | 27 Ven | 28 Sam | Épreuves |

## Tableau des médailles
Le classement est dominé par l'Égypte qui remporte 101 épreuves pour un total de 199 médailles. Elle devance le pays organisateur (71 victoires, 226 médailles) et la Tunisie (36 victoires, 135 médailles).
| Rang | Nation                           | Or  | Argent | Bronze | Total |
| ---- | -------------------------------- | --- | ------ | ------ | ----- |
| 1    | Égypte                           | 101 | 55     | 43     | 199   |
| 2    | Algérie                          | 71  | 72     | 83     | 226   |
| 3    | Tunisie                          | 36  | 46     | 54     | 136   |
| 4    | Maroc                            | 29  | 37     | 40     | 106   |
| 5    | Nigeria                          | 29  | 32     | 42     | 103   |
| 6    | Afrique du Sud                   | 15  | 13     | 5      | 33    |
| 7    | Éthiopie                         | 11  | 8      | 6      | 25    |
| 8    | Maurice                          | 8   | 9      | 14     | 31    |
| 9    | Namibie                          | 8   | 7      | 13     | 28    |
| 10   | Kenya                            | 6   | 4      | 5      | 15    |
| 11   | Côte d'Ivoire                    | 3   | 2      | 9      | 14    |
| 12   | République démocratique du Congo | 2   | 2      | 8      | 12    |
| 13   | Mali                             | 2   | 0      | 3      | 5     |
| 14   | Mozambique                       | 2   | 0      | 0      | 2     |
| 15   | Cameroun                         | 1   | 7      | 11     | 19    |
| 16   | Botswana                         | 1   | 3      | 10     | 14    |
| 17   | Zimbabwe                         | 1   | 3      | 4      | 8     |
| 18   | Zambie                           | 1   | 2      | 1      | 4     |
| 19   | Gabon                            | 1   | 1      | 3      | 5     |
| 20   | Guinée                           | 1   | 1      | 2      | 4     |
| 21   | Gambie                           | 1   | 0      | 2      | 3     |
| 22   | Angola                           | 0   | 4      | 3      | 7     |
| 23   | Libye                            | 0   | 3      | 11     | 14    |
| 24   | Ghana                            | 0   | 3      | 3      | 6     |
| 25   | Burkina Faso                     | 0   | 3      | 2      | 5     |
| 25   | Ouganda                          | 0   | 3      | 2      | 5     |
| 27   | Rwanda                           | 0   | 2      | 1      | 3     |
| 27   | Sénégal                          | 0   | 2      | 1      | 3     |
| 29   | Cap-Vert                         | 0   | 2      | 0      | 2     |
| 30   | Tchad                            | 0   | 1      | 4      | 5     |
| 31   | Madagascar                       | 0   | 1      | 3      | 4     |
| 32   | République centrafricaine        | 0   | 1      | 1      | 2     |
| 33   | Érythrée                         | 0   | 1      | 0      | 1     |
| 33   | Liberia                          | 0   | 1      | 0      | 1     |
| 35   | Seychelles                       | 0   | 0      | 3      | 3     |
| 36   | Bénin                            | 0   | 0      | 2      | 2     |
| 36   | Togo                             | 0   | 0      | 2      | 2     |
| 38   | Djibouti                         | 0   | 0      | 1      | 1     |
| 38   | Sierra Leone                     | 0   | 0      | 1      | 1     |
| 38   | Somalie                          | 0   | 0      | 1      | 1     |
| 38   | Soudan                           | 0   | 0      | 1      | 1     |
|      | Total                            | -   | -      | -      | -     |